# آرشي غاريت
آرشي غاريت (بالإنجليزية: Archie Garrett)‏ (17 يونيو 1919 في المملكة المتحدة - 1 يناير 1994 ببرستل في المملكة المتحدة) هو لاعب كرة قدم بريطاني (وحمل سابقاً جنسية المملكة المتحدة لبريطانيا العظمى وأيرلندا) في مركز الهجوم. لعب مع برمنغهام سيتي وبريستون نورث إيند ونادي نورثامبتون تاون وهارت أوف ميدلوثيان وHolbeach United F.C. ‏ وWisbech Town F.C. ‏ وLesmahagow F.C. ‏.